# Cheirolepidiaceae
Die Cheirolepidiaceae sind eine ausgestorbene Gruppe der Koniferen (Coniferales). Sie sind morphologisch recht vielfältig, gemeinsames Merkmal ist der Pollentyp, der als Formgattung Classopollis bezeichnet wird. Besonders häufig waren ihre Vertreter im Mesozoikum in tropischen und subtropischen Klimaten.

## Merkmale
Viele Vertreter, die als Frenelopsiden zusammengefasst werden, ähneln keinen lebenden Koniferen. Sie besitzen Sprosse, die eher heutigen stammsukkulenten Bedecktsamern ähneln. Sie haben reduzierte Blätter, eine dicke Cuticula, eingesenkte Stomata und Sprosse, die Photosynthese betreiben. Pseudofrenelopsis varians bildet kaum Holz aus und dürfte von sehr kleinem Habitus gewesen sein. Pseudofrenelopsis parceramosa war ebenfalls sukkulent, dürfte aber ein stattlicher Baum gewesen sein. Die Stämme erreichten Durchmesser von 70 cm. 
Hirmeriella muensteri wird als typischer großer, immergrüner Koniferen-Baum rekonstruiert, der auf Sandstein wuchs. Auch Cupressinocladus valdensis aus dem späten Jura war ein großer Waldbaum und der dominante Baum im heutigen Südengland. Unterschiedlich große Wachstumsringe weisen auf ein streng saisonales Klima hin. Assoziierte Evaporite weisen auf die Nähe einer hypersalinen Bucht hin. Pseudofrenelopsis ramosissima war weniger stark xeromorph als die anderen Vertreter. Sie wird zum einen als kleiner Strauch ähnlich den heutigen Crassula oder Kalanchoe rekonstruiert, zum anderen aber als über 20 m hoher Baum. 

### Sprosse
Von Sprossen waren 1988 22 Arten aus sieben Gattungen sicher der Familie zuordenbar.
- Brachyphyllum (Teil)
- Cupressinocladus (Teil)
- Frenelopsis
- Hiermeriella
- Pagiophyllum
- Pseudofrenelopsis
- Tomaxellia

Wahrscheinlich zu den Cheirolepidiaceae gehören Androvettia, Geinitzia und Glenrosa.
Die Blätter standen dabei entweder in spiraliger Anordnung wie etwa bei Brachyphyllum oder in Wirteln wie etwa bei Frenelopsis. Letztere Anordnung wird auch als frenelopsider Typ bezeichnet. Hier bilden die Blattbasen eines jeden Segments einen glatten Zylinder um die Sprossachse. Bei Frenelopsis alata gibt es eine spezielle Form der axillären Verzweigung der Sprossachsen, die ansonsten nur noch von den Cupressaceae bekannt ist.

### Cuticula
Die Cuticula liefert wichtige Merkmale für die Unterscheidung der Arten. Die Blätter tragen am Rand kleine Härchen, die Oberfläche ist mit Papillen besetzt, die von kleinen Buckeln über spitze Auswüchse bis zu langen Haaren reichen. Bei Frenelopsis harrisii wirken sie wie ein Kopfsteinpflaster. 
Bei etlichen Arten ist die Cuticula ausgesprochen dick, sie kann bis zu 100 µm erreichen. Sie kann dabei drei- bis zehnmal dicker sein als bei anderen Koniferen derselben Flora. 
Die Spaltöffnungen haben zufällig orientierte Öffnungen. Ihre Anordnung ist entweder verstreut oder in Längsreihen, letztere unregelmäßig oder regelmäßig, je nach Art. Der Spaltöffnungsapparat hat meist einen Ring von vier bis sechs Geleitzellen, bei Pseudofrenelopsis varians auch bis zu neun. Diese Zellen bilden eine tiefe Grube. Um diese Grube befinden sich oft ein oder zwei Reihen von auffallenden Papillen und ein verdickter Ring um die Grubenöffnung. Dadurch wird die Öffnung verkleinert. In anderen Arten befinden sich in der Grube Papillen, die einen Ring bilden, der aus der Grube herausragt. 
Bei einigen Arten fehlt diese Doppelstruktur. Sie haben einen einfachen Satz von Papillen um den Grubenrand. Vertreter sind Brachyphyllum, Pagiophyllum, Pseudofrenelopsis und Cupressinocladus. Es gibt aber auch Arten mit Stomata ganz ohne Papillen. 

### Innere Anatomie
Das Holz ist nur von fünf Arten bekannt (Watson 1988). Diese werden zu Protocupressinoxylon und Protopodocarpoxylon gestellt. Dies sind zwei mesozoische Morphotaxa, die sich durch semiaraucarioide oder protopinacioide Tracheiden-Tüpfel auszeichnen. Es sind parenchymatische Holzstrahlen vorhanden sowie Quertüpfel. Die Holzanatomie bleibt über den ganzen Zeitraum der Familie einheitlich. 

### Männliche Zapfen
Von 15 Arten sind die männlichen Zapfen bekannt (Watson 1988). Isoliert gefundene Zapfen, die zur Familie gehören, werden in die Formgattung Classostrobus gestellt. Alle Zapfen haben die charakteristische Form der Koniferen: sie sind eiförmig bis kugelig, die Mikrosporophylle stehen spiralig an der Zapfenachse. An der Sporophyllunterseite befinden sich die Mikrosporangien. Der Zapfendurchmesser reicht von 3 mm bis 23 mm bei Pseudofrenelopsis intermedia. Bei der Gattung Hirmeriella sind die Mikrosporophylle fast schildförmig (peltat). An einem Sporophyll befinden sich zwei (bei Hirmeriella muensteri) bis acht (bei Classostrobus pseudoexpansum) Sporangien. 

### Pollen
Der Pollen der Cheirolepidiaceae wird unter dem Namen Classopollis zusammengefasst. Das Pollenkorn ist annähernd kugelförmig. Am proximalen Ende befindet sich eine trilete (dreistrahlige) Narbe, am distalen Ende eine kreisrunde Cryptopore: an der Cryptopore ist die Exine dünner, hier fand wahrscheinlich die Keimung statt. Nahe dem Äquator, zum distalen Ende hin verschoben, befindet sich eine um das Pollenkorn reichende Furche, die Rimula. Am Äquator befindet sich ein verdicktes Band, das an der Innenseite gestreift ist. Die Oberfläche des Pollenkorns ist vielfältig skulptiert.
Die Pollenwand besteht aus deutlich definierter Nexine und Sexine. Die innen gelegene Nexine-Schicht zeigt rund 20 Schichten von elektronendichten Lamellen. Sie folgt der Innenseite der äußeren Schicht, der Sexine. Diese besteht aus vier unterscheidbaren Schichten. Schicht S1 ist eine einheitliche, auffallende Schicht an der Innenseite. An der Rimula, der Cryptopore und der trileten Narbe ist die S1 deutlich reduziert. Auch die S2 ist hier dünner und häufig perforiert. S4 ganz außen ist die Oberflächenskulptur, die auf der dünnen S3 aufsitzt. 
An den Pollenkörnern befinden sich häufig kleine Kügelchen, die im Aufbau die Schichten S3 und S4 aufweisen. Mit diesen assoziierte Membranen lassen darauf schließen, dass die äußere skulpturierten Schichten vom Tapetum gebildet wurden, was auch die Kügelchen erklären würde. 
Häufig kommt der Pollen auch in Tetraden vor.
Die ältesten Funde von Classopollis stammen aus der Oberen Trias, nicht vor dem Karnium. In niederen und mittleren Paläobreiten kommen sie weltweit vor. In Jura und Kreide erhöht sich die Vielfalt der Skulpturierungen. Die jüngsten Funde stammen aus der Oberen Kreide (Maastrichtium). 

### Weibliche Zapfen
Über die weiblichen Zapfen ist relativ wenig bekannt. Am besten bekannt sind die Zapfen von Hirmeriella muensteri. Die Samenschuppen tragen eine einzelne Samenanlage, die von einer lappenartigen Struktur bedeckt ist. In verschiedenen Fossilien wurden bis zu zehn Schichten von Cuticula gefunden, teilweise mit dazwischen befindlichem Pollen. Es wird vermutet, dass die Bestäubung anders verlief als über den häufigen Weg, dass der Pollen an der Mikropyle ankommt.
Zapfenschuppen von Frenelopsis alata sind bis zu 6 cm breit, eine Größe, die sonst nur bei Vertretern der Araucariaceae vorkommt. 
Von Tomaxiella wurden auch isolierte Zapfenschuppen gefunden, ein Hinweis, dass die Zapfen zur Reife zerfielen und die einzelnen Schuppen entließen.

## Zeitliche Verbreitung
Classopollis tritt in der Oberen Trias (Carnium) auf, zunächst mit glatter Oberfläche und kaum entwickelten äquatorialen Streifen. Gegen Ende der Trias tritt dann der klassische Classopollis-Typ auf, in Jura und Kreide wird er dann vielfältiger in der Skulpturierung. Aus dem Unteren Jura stammen die ersten Makrofossilien von Hirmeriella muensteri.

## Räumliche Verbreitung und Ökologie
Classopollis-Pollen war in Mesozoikum vor allem in niederen Paläobreiten weit verbreitet, zu den Polen hin aber selten bis fehlend. Besonders gut untersucht sind die Verhältnisse im heutigen Russland. Die höchste Dichte erreicht der Pollen im Oberen Jura. Zu dieser Zeit ist der Pollen nördlich des 50. Paläobreitengrades sehr selten mit 6 bis 10 % der Pollenfunde, häufig nur Einzelpollen. Hier herrschte ein warm-temperates und humides Klima. Südlich anschließend steigt der Classopollis-Anteil auf bis zu 50 % in einer Zone mit mehr Wärme und Trockenheit. Noch weiter südlich nimmt Classopollis bis 90 % des Pollens ein, zeitlich fällt dies stets mit besonders trockenen Perioden überein. Ähnliche Zusammenhänge zwischen Häufigkeit von Classopollis und Trockenheit sind auch von Australien, Afrika und Südafrika bekannt. Besonders auffallend ist dabei die Häufung von Classopollis in Ablagerungen von zurückweichenden Meeresgebieten. 
Pseudofrenelopsis parceramosa kommt in den Potomac- und Wealden-Sedimenten der Unteren Kreide ist großen Zahlen vor und ist nur von wenigen anderen Pflanzen-Megafossilien begleitet. Die Wealden-Sedimente sind Flussablagerungen, während die Potomac-Sedimente gezeitenbeeinflusste Küsten-Standorte abbilden. Pseudofrenelopsis ramosissima kommt in etwas jüngeren Potomac-Schichten vor zusammen mit einer artenreichen Flora, die aus Farnen, Schachtelhalmen, nicht-xeromorphen Gymnospermen sowie Bedecktsamern besteht. Pseudofrenelopsis varians dürfte ein echter Halophyt in Salzmarschen gewesen sein. 

## Belege
- Thomas N. Taylor, Edith L. Taylor, Michael Krings: Paleobotany. The Biology and Evolution of Fossil Plants. Second Edition, Academic Press 2009, ISBN 978-0-12-373972-8, S. 831–838.
- Joan Watson: The Cheirolepidiaceae. In: Charles B. Beck (Hrsg.): Origin and Evolution of Gymnosperms. Columbia University Press, New York 1988, ISBN 0-231-06358-X, S. 382–447.